# Busunglück bei Konginkangas

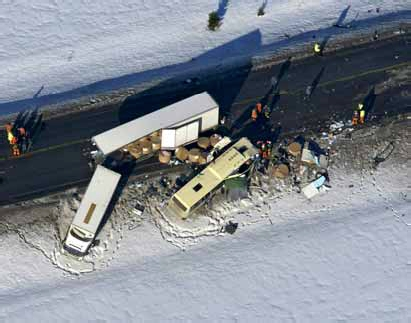
Die Wucht des Aufpralls schleuderte den Bus 25 Meter zurück

Das Busunglück bei Konginkangas [ˈkoŋːiŋˌkɑŋːɑs] (finnisch Konginkankaan linja-autoturma) war ein schwerer Verkehrsunfall am 19. März 2004 auf der Staatsstraße 4 in der Gemeinde Äänekoski in Mittelfinnland. Es war mit 23 Todesopfern eines der schwersten Unglücke in der Geschichte Finnlands zu Friedenszeiten.

## Hergang
In den frühen Morgenstunden des 19. März 2004 rutschte der Anhänger eines mit Papierrollen schwer beladenen Lastzuges auf winterlich-glatter Straße frontal in einen voll besetzten Reisebus. Von der 36-köpfigen Jugendgruppe mit Snowboardern und Skiläufern, die unterwegs zum Wintersportzentrum Ruka waren, kamen 22 Fahrgäste ums Leben, alle anderen wurden verletzt. Der Busfahrer verlor ebenfalls sein Leben, der Fahrer des Lastkraftwagens blieb hingegen unverletzt. Neben den körperlichen Verletzungen erlitten viele Unfallbeteiligte Traumata.
Der Gliederzug war unterwegs Richtung Süden und hatte Viitasaari gegen 01:30 Uhr morgens mit dem Ziel Helsinki verlassen. Der Bus war in Helsinki um 20:53 Uhr gestartet und hatte mehrere kurze Zwischenstopps – zum Teil, um weitere Fahrgäste aufzunehmen. Die Temperatur fiel im Laufe der Nacht auf unter null Grad; zusätzlich setzte leichter Nieselregen ein, so dass sich Glatteis bilden konnte. Der Lkw-Fahrer bestätigte nach dem Unfall, dass die Straße rutschig gewesen sei. Beide Fahrzeuge waren laut Fahrtenschreiber mit zirka 70 km/h unterwegs, als die Fahrzeuge aufeinander trafen, waren aber zuvor deutlich höhere Geschwindigkeiten oberhalb der winterlichen Höchstgeschwindigkeit von 80 km/h gefahren. Eine geringere Geschwindigkeit hätte dem Busfahrer zum einen mehr Zeit für eine Vollbremsung gegeben, was die Aufprallenergie verringert hätte. Zum anderen wäre auch Zeit gewesen, über ein Ausweichmanöver aufs offene Feld nachzudenken. Beides hätte nachweislich weniger Opfer gefordert. Alkoholtests und Untersuchungen auf bewusstseinsverändernde Medikamente waren bei beiden Fahrern negativ.

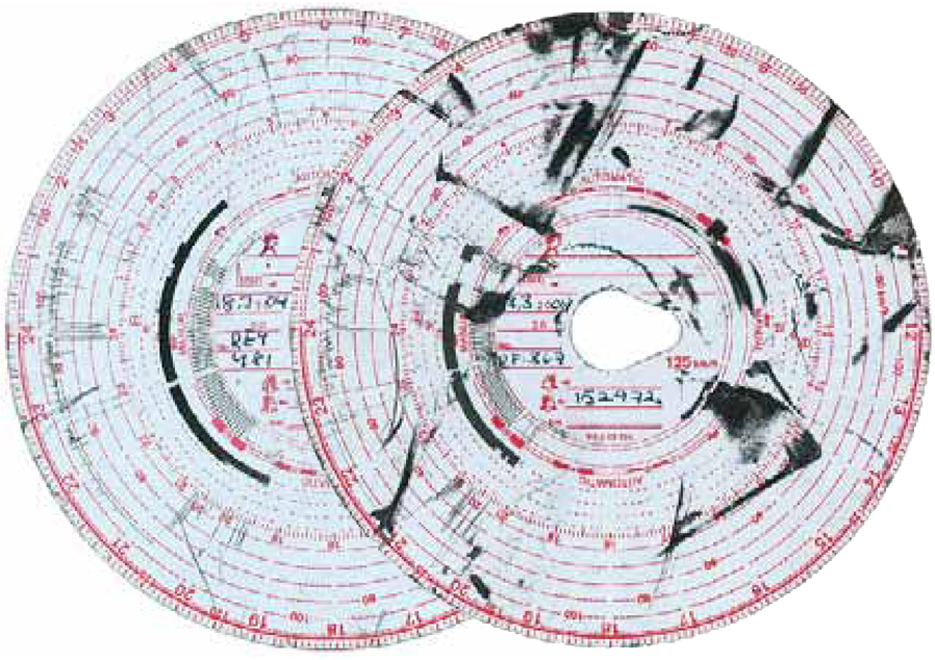
Tachoscheiben des Lkw (links) und des Busses. Die Geschwindigkeiten sind jeweils am linken Rand ablesbar.

In den Tagen vor dem Unfall hatten beide Fahrer die Lenkzeiten über- und die Pausenzeiten unterschritten. In der Firma, für die der Lkw-Fahrer arbeitete, war es üblich, die 750 km lange Strecke Helsinki–Viitasaari–Helsinki in einer Schicht zu fahren. Dies war nur möglich, wenn man die Pausenzeiten nicht einhielt und man den Lastzug auf Gefällestrecken ohne eingelegten Gang mit 105 km/h rollen ließ, da eine höhere Geschwindigkeit als 90 km/h durch „Gas geben“ wegen des Geschwindigkeitsbegrenzers nicht möglich war. Der Fahrer des Busses war die letzten Schichten ohne Tachoscheibe gefahren, so dass eine Überprüfung der Einhaltung von Pausenzeiten nicht möglich war. Im Schichtplan konnten keine Unregelmäßigkeiten festgestellt werden. Nach Ansicht der offiziellen finnischen Untersuchungsbehörde Onnettomuustutkintakeskus ist es unmöglich, die Fahrt von Helsinki nach Ruka mit einem Fahrer durchzuführen, da dieser die 910 km lange Strecke nicht an einem Tag zurücklegen könne, ohne Geschwindigkeitsüberschreitungen sowie Verstöße gegen die Lenkzeiten zu begehen. Die eingesetzte Kommission zur Ermittlung des Unfallherganges gelangte zum Schluss, dass der Busfahrer übermüdet war. Er hatte in seiner Freischicht am Tag nur fünf Stunden geschlafen und auch die vorgeschriebene 45-minütige Ruhepause um 22:45 Uhr mit acht Minuten deutlich unterschritten.
Dem umfangreichen Untersuchungsbericht der Onnettomuustutkintakeskus zufolge war der Lastkraftwagen auf den letzten 100 Metern vor dem Zusammenstoß ins Schlingern und dadurch außer Kontrolle des Fahrers geraten. Das rechte Hinterrad des Anhängers kam bis zu vier Meter – auch in Richtung des Gegenverkehrs – von der Fahrbahn ab. So prallte der Anhänger frontal auf den Bus.
Die ein Dreivierteljahr zuvor zugelassene Scania-Zugmaschine mit knapp zehn Metern Länge war mit 17 insgesamt 13,4 t schweren Papierrollen beladen; der 13,5 Meter lange Anhänger hatte 32 Rollen mit einem Gesamtgewicht von knapp 25 t geladen. Das Gewicht der Zugeinheit lag bei insgesamt knapp 60 Tonnen. Der Bus der Marke Volvo hatte eine Bruttomasse von 16,2 Tonnen. Die Wucht des Aufpralls löste einen Teil der festgegurteten Papierrollen, die nahezu ungehindert ins Innere des Busses einschlugen, da sie sich in etwa derselben Höhe über der Straße befanden. Nur die letzte und vorletzte Reihe der Sitze der Innenseite blieben in ihren Verankerungen; auf der vom Unfall abgewandten Seite des Busses waren es die letzten drei Reihen sowie die Rückbank, also 13 der 48 Fahrgastsitze. Vom Ort des Aufpralls wurde der Bus durch die viel höhere Masse des Schwerlasters 25 Meter entgegen seiner Fahrtrichtung mitgerissen.
Der Fahrer des Unglücksfahrzeugs alarmierte um 02:08 Uhr die Rettungsdienste. Er schilderte, ein Teil seiner Ladung sei in den Bus gerutscht, mit dem er zuvor kollidiert sei. Er gab an, der Busfahrer könne ums Leben gekommen sein. Daraufhin wurden vier Krankenwagen sowie vier weitere Rettungsfahrzeuge der Feuerwehr in Bewegung gesetzt. Ein zweiter Anruf, der wenige Minuten später von einem unbeteiligten weiteren Lkw-Fahrer erfolgte, ergab, dass es sich um einen vollbesetzten Reisebus mit wahrscheinlich vierzig Insassen handele. Daraufhin wurden 14 weitere Kranken- und Rettungsfahrzeuge zum Unfallort beordert, die eine halbe Stunde nach dem Unglück eintrafen. Nur zwei Fahrgäste hatten den Bus allein verlassen können.

## Folgen

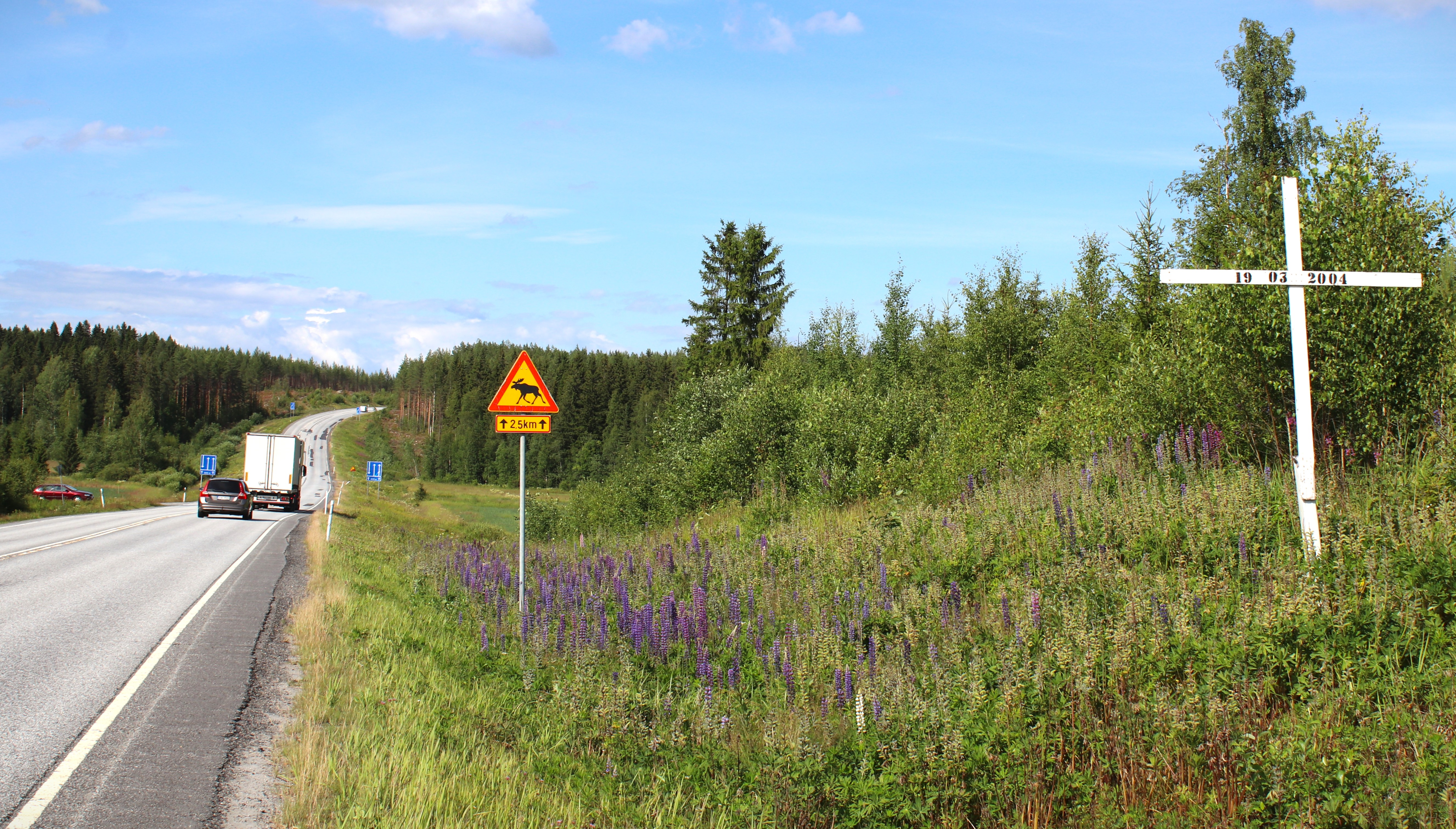
Gedenkstelle am Unfallort, Juli 2023

Das Busunglück war der schwerste Verkehrsunfall in der Geschichte Finnlands. Seit 1979, als 27 Menschen bei einem Feuer in einem Altenwohnheim ums Leben kamen, war es das Unglück mit der höchsten Anzahl an Todesopfern.
Die Staatsanwaltschaft strengte wegen gefährlichen Eingriffs in den Straßenverkehr ein Verfahren an, das durch 97 Nebenkläger unterstützt wurde. Die 42 geltend gemachten Ansprüche gegen die Beklagten reichten von 3000 bis 50.000 Euro. Die Gesamtschadenssumme wurde auf 900.000 Euro geschätzt.
Das Amtsgericht Äänekoski verurteilte am 31. Mai 2006 den Lkw-Fahrer zu einer Freiheitsstrafe von drei Monaten auf Bewährung sowie das Transportunternehmen zu einer Geldstrafe von 10.000 Euro wegen der Verletzung von Arbeitsschutzbestimmungen. In der Urteilsbegründung führte das Gericht aus, dass der Fahrer aufgrund überhöhter Geschwindigkeit den Straßenverkehr gefährdet hatte. Der Fahrer hätte seine Geschwindigkeit den herrschenden Straßen-, Wetter-, Sicht- und Verkehrsverhältnissen sowie der Art und Größe seiner Ladung anpassen müssen. Gegen das Urteil wurde sowohl vom Fahrer als auch von der beklagten Spedition Berufung eingelegt. Das Urteil, das am 23. Januar 2007 vom zuständigen Landgericht Vaasa als Appellationsgericht verkündet wurde, bestätigte das Urteil der Vorinstanz.